# Barraca II (Aiguamúrcia)
La Barraca II és una obra d'Aiguamúrcia (Alt Camp) inclosa a l'Inventari del Patrimoni Arquitectònic de Catalunya.

## Descripció
És una construcció composta, de dos còssos en línia; el de la dreta més enretirat està associat al marge, en el que hi veurem una menjadora.
Si bé el conjunt és rectangular, les plantes interiors són circulars, el cos de la dreta té un diàmetre de 3'00m. Està cobert amb una alfasa cúpula amb una alçada màxima de 3'40m. i conté dues fornícules. El cos de l'esquerra és de planta ovalada, amb un diàmetre de 2'665m. Conté una menjadora i una cisterna; està cobert amb falsa cúpula i una alçada màxima de 3'28m. Exteriorment aquesta cúpula acaba amb una casella. Els dos portals són dovellats i orientats a ESE.